# Jeremy Davis
Jeremy Clayton Davis, (North Little Rock, Arkansas, 8 de fevereiro de 1985) é um baixista norte-americano. Ele ficou famoso por tocar na banda de  rock alternativo Paramore.

## Biografia e carreira
Jeremy cresceu com seu pai sempre apresentando a ele novos tipos de música. Quando tinha 15 anos seu pai deu a ele um baixo e ensinou a tocar. No colegial, suas bandas favoritas eram MxPx e Rancid, daí ele começou a ouvir bandas da gravadora Drive-Thru Records e outras bandas que gostava, como Beloved, Underoath e The Chariot. Seu irmão estava em uma banda que precisava de um guitarrista, então Jeremy pegou uma guitarra emprestada, aprendeu sozinho como tocar e entrou para a banda. Depois, ele teve a oportunidade de entrar em uma outra banda, chamada Our Hearts Hero, quando tinha 19 anos, e ele tocou com eles por mais ou menos 1 ano. Jeremy também tocou baixo por uma banda chamada The Factory onde conheceu Hayley.
No verão seguinte Jeremy conheceu Josh e Zac quando Hayley o convidou para tocar baixo na banda deles, e eles começaram a sair sempre que tinham algum tempo livre em Franklin. Jeremy sempre brincava com eles que, se algum dia eles precisassem de um terceiro guitarrista, deveria ser ele. Jeremy Davis rapidamente entrou em sintonia com o restante do grupo e em 2004 os quatro membros decidiram oficialmente formar uma banda chamada paramore, embora Davis ainda não tivesse mergulhado de cabeça na ideia.
Na Warped Tour de 2005, em Atlanta, Jeremy foi com os caras e quando ele os viu tocar ele sabia que era aquilo que queria fazer. Para sua surpresa, em dezembro de 2005, Jeremy recebeu um telefonema de Josh, dizendo que eles precisavam de um baixista. Jeremy estava tão empolgado porque iria ter a oportunidade de entrar na banda com eles e tocar o que gostava. Ele, que estava na California na época, pegou o primeiro voo para Nashville e tem tocado com Paramore desde então. Pouco antes do lançamento do álbum All We Know Is Falling, Jeremy deixou a banda por razões pessoais. Hayley e Josh escreveram a música "All We Know" sobre a saída dele, porém 5 meses depois Davis retornaria a banda.
No dia 30 de setembro de 2011, Jeremy casou-se com Kathryn Camsey. Dia 11 de agosto de 2013 ele anunciou que Kathryn estava grávida. Eles mantiveram a gravidez escondida por 5 meses e no dia 28 de dezembro de 2013 a menina nasceu.[carece de fontes?]
No dia 14 de dezembro de 2015, a conta oficial do Paramore no Facebook notificou que Jeremy estava saindo da banda por motivos pessoais, deixando o grupo com apenas dois membros.

## Discografia

### Paramore
- All We Know Is Falling (26 de julho de 2005)
- Riot! (12 de junho de 2007)
- Brand New Eyes (29 de setembro de 2009)
- Paramore (9 de abril de 2013)